# Sofia skola
Ej att förväxla med Sofiaskolan, Jönköping
Sofia skola är en grundskola på östra Södermalm i Stockholm med adress Skånegatan 117, inte långt från Vita bergen. Skolan invigdes 1910 som Sofia folkskola och blev den sista monumentala skolbyggnaden i Stockholm.

## Historik
Kring sekelskiftet 1900 uppfördes ett större antal monumentala skolbyggnader för att kunna ta hand om Stockholms stora barnaskara. En arkitekt som anlitades flitigt var Georg A. Nilsson upphovsman till bland annat Adolf Fredriks folkskola i Vasastan. Ungefär i samma stil ritade arkitekt Konrad Elméus Sofia folkskola på Södermalm. Sven Bergqvist, Åke Andersson, Manne Grünberger, Stig Emanuel "Stickan" Andersson och Pelle Lindbergh har utbildat sig i skolan.

## Skolbyggnad

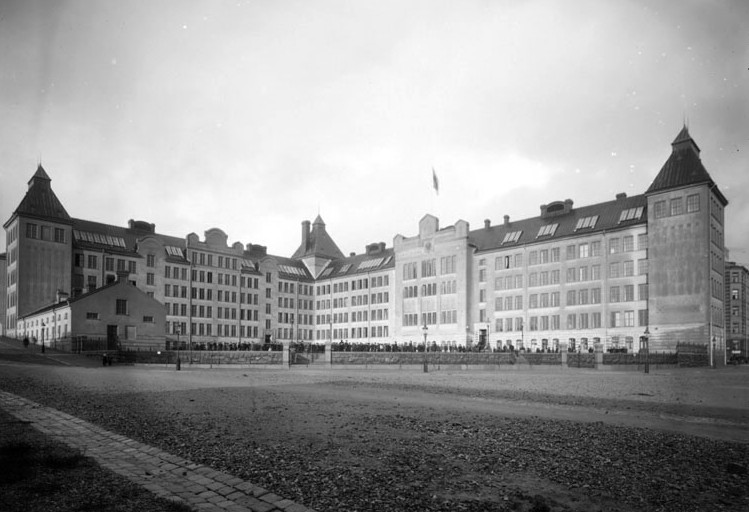
Skolbyggnaden 1912

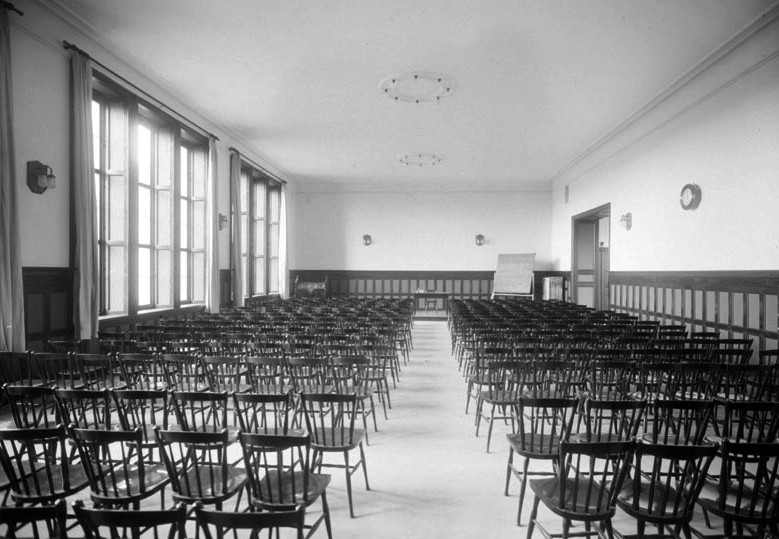
En av skolsalarna 1912

Gällande Sofia folkskola lade skolöverstyrelsen till Stockholms stadsfullmäktige fram ett förslag som skulle innebära ett miljonbygge i form av en stor skolbyggnad i Katarina församlings östra delar. Förslaget diskuterades fram och tillbaka innan det antogs och Konrad Elméus utsågs som arkitekt för projektet.
Elméus byggnad blev ett väldigt komplex som upptar hela kvarteret Malmen mellan Skånegatan, Bondegatan och Ploggatan. Mot gatorna är byggnaden sluten, men öppnar sig mot innergården.
Byggnadens fasader är slammade och avfärgade i ljusgul kulör med mönster-inläggningar av kakelplattor, de höga hörntornen bidra till monumentaliteten och det palatsliknande utseendet.
År 1907 startade bygget av skolan, som skulle inrymma 74 klassrum för totalt 2457 elever. Sofia skola var det sista "folkskolepalats" som byggdes i Stockholm. 1910 invigdes skolan i närvaro av kung Gustaf V och drottning Victoria.

## Verksamhet
Skolan blev med tiden alltmer sliten och nergången och redan 1969 började man diskutera att eventuellt upprusta Sofia skola. Arkitekten Bo Fritzell ritade ett ombyggnadsförslag, som diskuterades i många år. I början av 1990-talet föreslogs också att skolan omvandlas till kontor, medan en ny skolbyggnad skulle uppföras på marken intill. Under den ekonomiska krisen strax senare skrinlades dock planerna. Först hösten 1994 nyinvigdes Sofia skola efter en omfattande renovering.
Sofia skola är en så kallad F-9-skola med drygt 860 elever, varav drygt 300 i årskurs 7-9. Idag fungerar fastigheten som skola på dagarna och som "lokalt kulturhus" på kvällarna.